# Mur-boutant
Le mur-boutant ou  mur boutant est un organe de contre-butée dissimulé sous les combles des bas-côtés d'une église, notamment à l'époque romane. Constitué d'un mur perpendiculaire à celui qu'il épaule, il est généralement percé d'une baie qui autorise le passage d'un homme afin de permettre une circulation continue. Il travaille comme le contrefort dont il ne se distingue que par sa forte saillie, et comme l'arc-boutant, transposition gothique de cet organe à l'extérieur pour mieux s'opposer aux poussées de la voûte.

## Historique
L'avènement de la croisée d'ogives permet de diriger les forces obliques en des points précis. Cette poussée peut être facilement compensée par des arcs-boutants. En conséquence, les forces d'écartement sont contenues et leurs poids transmis aux supports. La nécessité de renforcer les murs de point en point a conduit dès le XIIe siècle à l'apparition de murs-boutants qui épaulent le vaisseau central. En effet, les arcs-boutants et murs-boutants internes étaient déjà connus du monde anglo-normand au moment de l'élévation de la cathédrale de Sens à partir de 1135.
Par ailleurs, le chœur de Saint-Martin-des-Champs, mis en chantier avant 1160, a conservé ses murs-boutants d'origine.
À la fin du XIIe siècle, certains édifices sont dotés de véritables arc-boutants mais conservent leurs murs-boutants à titre de précaution supplémentaire car leur fonction de contre-butement est devenu superflue.